# Steven Shainberg
Steven Shainberg (Memphis, 5 febbraio 1963) è un regista e produttore cinematografico statunitense.

## Filmografia
- The Prom (1992)
- Angela & Viril (1993)
- Alice & Viril (1993)
- Hit Me (1996)
- Secretary (2002)
- Fur - Un ritratto immaginario di Diane Arbus (2006)
- Rupture (2016)